# 블렛 (1996년 영화)
블렛(Bullet)은 미국에서 제작된 줄리엔 템플 감독의 1996년 액션, 범죄, 드라마 영화이다. 미키 루크 등이 주연으로 출연하였고 존 플록 등이 제작에 참여하였다.

## 출연

### 주연
- 미키 루크

### 조연
- 프랭크 셍거
- 애드리언 브로디
- 존 에노스

## 제작진
- 미술: Christopher Nowak